# Centre d'Art i Natura de Farrera
El Centre d'Art i Natura de Farrera (CAN) és una residència internacional de treball per a artistes i investigadors situada al poble pirinenc de Farrera. Amb seu a l'edifici La Bastida, el servei està gestionat per l'associació sense ànim de lucre els Amics del CAN.

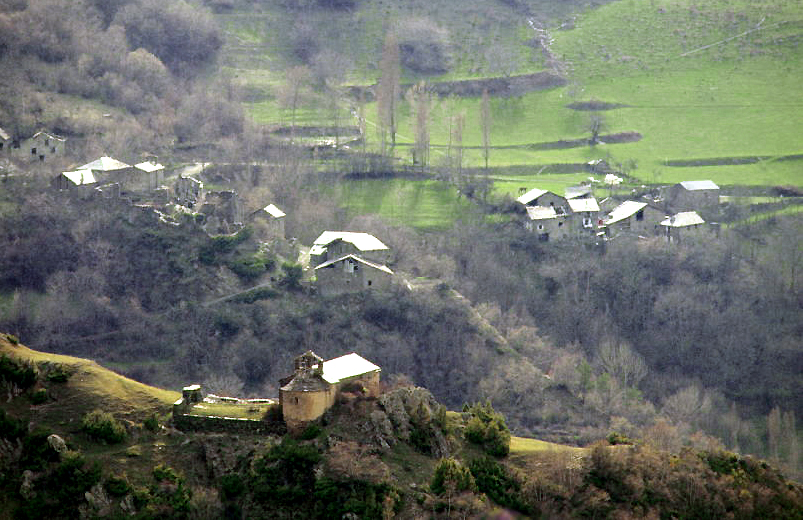

A més del servei de residència, el Centre d’Art i Natura també programa beques i intercanvis, cursos i seminaris, exposicions del seu fons d'art, espectacles i presentacions, a més de promoure i editar publicacions pròpies.
En funcionament des del 1996, el Centre d'Art i Natura va ser la primera residència artística internacional de Catalunya. El seu treball per la descentralització de la cultura va ser premiat al 2020 amb el Premi Nacional de Cultura que atorga el Consell Nacional la Cultura i de les Arts (CONCA).
D'ençà del 2013, el CAN organitza l'aplec Saó (actualment Festival Saó) a mitjans d'octubre, un festival d'art, natura i pensament.

## Història
Nascut sota la influència del moviment neorural de les dècades del 1970 i 1980, el projecte del CAN va permetre rehabilitar el 1994 l'Estudi, l'antiga escola del poble i, més endavant, Casa Ramon. Al remat, l'any 2005 es va obrir al públic La Bastida de Manresà, un antic assecador d'herba símbol de l'arquitectura de muntanya, rehabilitada i ampliada per acollir la nova cuina i menjador, un espai residencial i els tallers.
L'any 2020, el CAN va ser premiat amb el Premi Nacional de Cultura en reconeixement del seu «ferm compromís comunitari i amb el territori que l'acull» i per «la seva extraordinària tasca educadora».
Des dels seus inicis fins al 2023 el CAN va ser dirigit pel geògraf i gestor cultural Lluís Llobet. Des de 2023, el dirigeix Albert Baldomà, dramatúrg, director i gestor cultural, i Fien Groffils.